# Arturo Gómez-Lobo
Arturo Gómez-Lobo (Herencia, 31 de enero de 1883-Ciudad Real, 8 de abril de 1939) fue un abogado, periodista, crítico literario, novelista y político español, con una gran presencia en la actividad social y cultural de Ciudad Real. Sus crónicas de la “Tierra Llana” le confirieron el sobrenombre de “El Cantor de La Mancha”.

## Biografía

### Primeros años
Nació el 31 de enero de 1883 en Herencia. Hijo de Laureano Gómez-Lobo, agente de negocios, que se traslada a Ciudad Real donde llega a ser presidente del Círculo Artístico Mercantil y teniente alcalde del Ayuntamiento. Cursó estudios de bachillerato en el Instituto de Enseñanza Secundaria de Ciudad Real, obteniendo el premio de su promoción en Psicología, Lógica y Ética. Durante estos años conoció a sus amigos José Subirá y José Francés, e inspirado en un periódico que este último dirigió, Gómez-Lobo creó junto con otros amigos el semanario El Escolar, cuya primera tirada fue realizada en el Salón Principal de la Audiencia Provincial, donde al correr del tiempo había de sonar su verbo fácil y seguro. Empieza a trabajar en el diario regional Don Quijote de la Mancha de Juan Bernabeu. 

### Producción literaria en Madrid
Después se desplaza a Madrid donde inicia sus estudios universitarios a la vez que trabaja en revistas literarias como Alma Española. Allí entra en contacto con la vida bohemia de los escritores, pintores y artistas que frecuentaban las tertulias literarias. Su principal grupo fue el llamado La peña de Levante por el nombre del café de la calle Arenal. A él pertenecían José Francés, Emiliano Ramírez Ángel, Ramón Manchón, Isidro Gamonal, Miguel Pelayo, José Robledano, Emilio Carrere... Los domingos visitaban al ya consagrado Eduardo Zamacois que los relacionó con otros autores modernistas: Villaespesa, Isaac Muñoz, Felipe Trigo, Machado... Según Valle Inclán "el café de levante ha ejercido más influencia en la literatura y en el arte contemporáneo que dos o tres universidades y que muchas consagradas academias". Destacaba su aspecto velazqueño por el que fue retratado en 1905 por el pintor Francisco Posada Moreno y expuesto en la Exposición Bienal del Círculo de Bellas Artes.

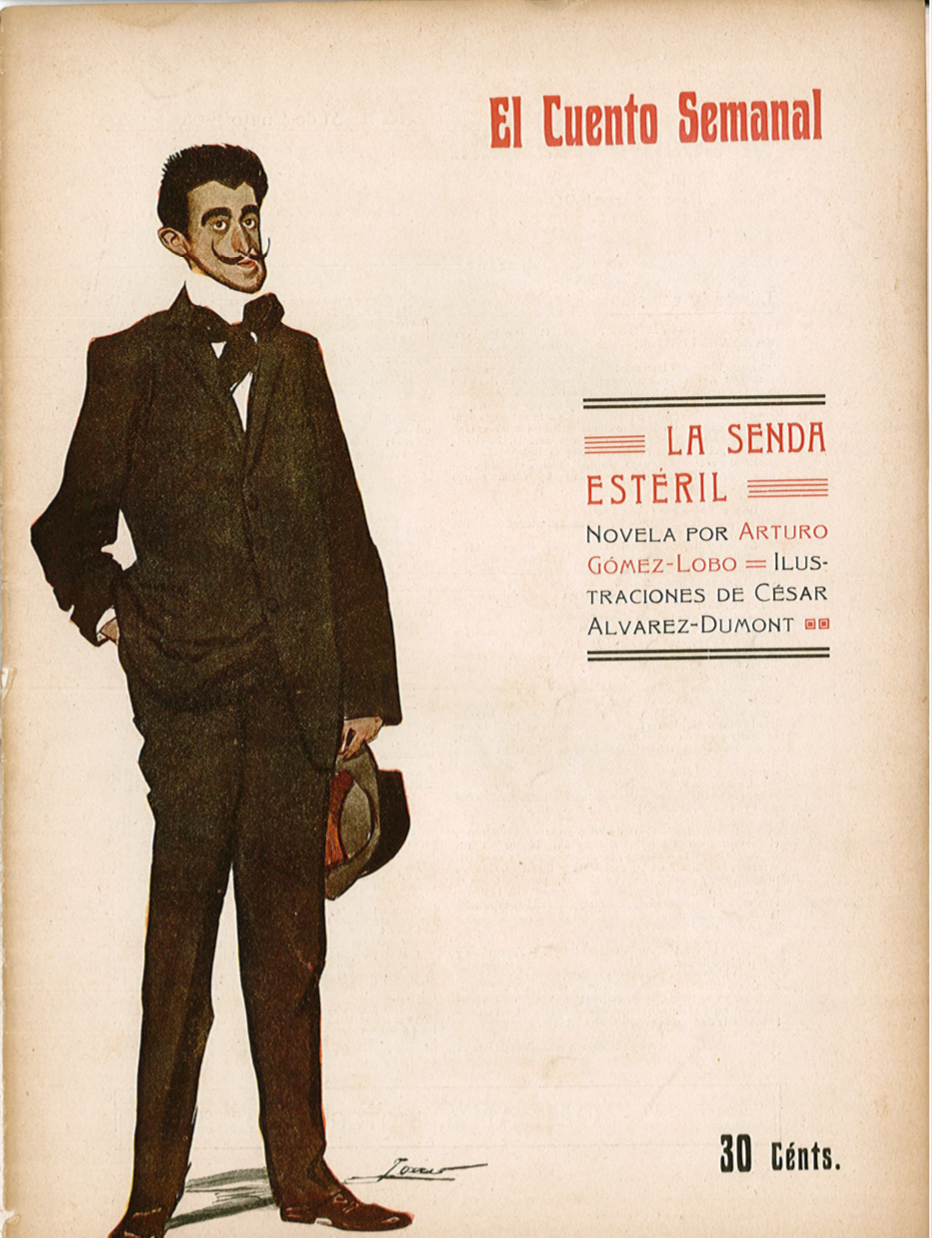
Portada de la novela La senda estéril publicada en la colección literaria El Cuento Semanal

Empieza a publicar prosas modernistas en periódicos y a intervenir en el movimiento literario de Ciudad Real. En 1907 pública en la prestigiosa revista nacional La república de las letras y participa en la creación de “Mefistófeles” con lo mejor de la intelectualidad manchega: Antonio Heras, Luis Barreda, José Subirá, Jacobo Mejía, Julián Morales, Isaac Antonino, Hermanos Zaldívar, Leocadio Martín Ruiz... y en la que colaboran firmas de la talla de Antonio Machado, Ramón Gómez de la Serna, José Francés, Andrés González-Blanco, Enrique Díez Canedo... Publicó su primera novela corta La senda estéril en la popular colección de El cuento semanal, con una imagen caricaturesca suya en la portada. Ganó el certamen literario manchego con un estudio sobre a literatura modernista y el idioma de Cervantes y después publicaría sus novelas La Sima del misterio y Los desterrados en la prestigiosa colección de Los Contemporáneos. De él escriben que es un escritor vibrante, un novelista intensivo y un propulsor de la emotividad estética. Sabe conmover a sus lectores con los interesantes episodios trágicos que esmaltan sus obras. Y Emiliano Ramírez Ángel lo describe como “El maravilloso paisajista y buscador de almas”.

### Actividad periodística en La Mancha

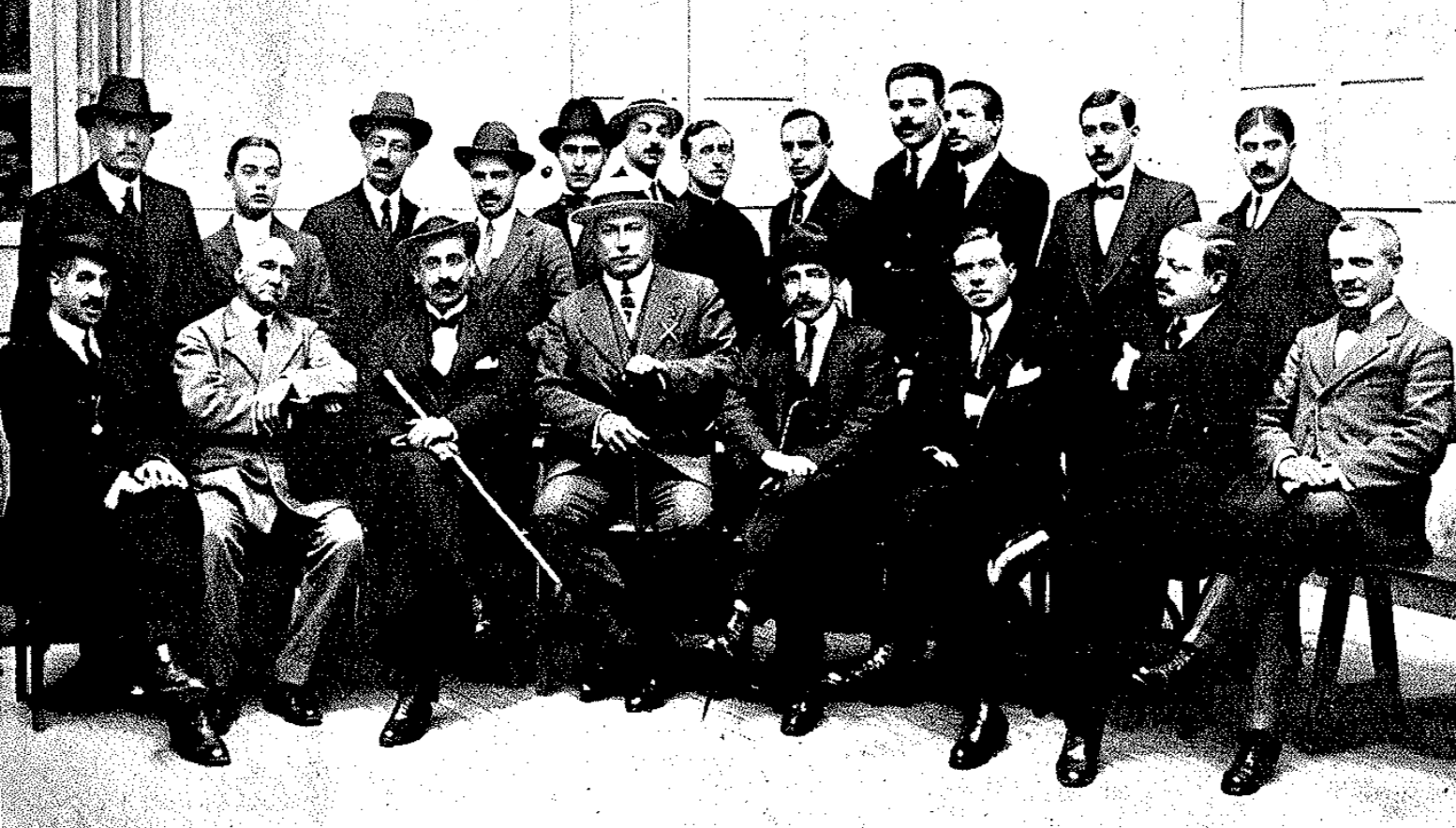
Banquete de la prensa manchega a Juan de Urquía (X en el centro), Ex comendador civil de Ciudad Real. A su derecha está Arturo Gómez-Lobo. De izquierda sentados: Arturo Sauco, Ignacio Guasp, Arturo Gómez-Lobo, Juan de Urquía, Benito Valencia, Isaac Antonino, José Balcázar, José Hurtado de Mendoza. En segundo término: Leoncio Vega, Tomás Rueda, Ponciano Montero, Andrés García, Francisco Adán, Enrique Pérez, Miguel Ruiz, Isidro Barrientos, Cirilo del Río, Francisco Herencia, Ramiro Ruiz y Enrique Lérida. Vida Manchega 25/05/1917

El amor por su tierra le hace volver a Ciudad Real donde escribe como periodista para El Labriego y colaborador para el Diario de La Mancha, Vida Manchega, El Pueblo Manchego, Tierra Hidalga y otras revistas y periódicos nacionales, como El Imparcial. Escribe numerosos artículos de crítica, prosas modernistas y tienen gran acogida sus crónicas de la Tierra Llana, que le consagran como ”El cantor de La Mancha’’. Esta actividad periodística le llevó a ser director del diario La Tribuna entre 1916 y 1920 y, posteriormente, por su trayectoria, presidente de la Asociación de prensa de Ciudad Real en 1919. Convirtiéndose su opinión en una referencia dentro y fuera de la provincia. Una prueba elocuente es que sería seleccionado como uno de los participantes para el carrusel de entrevistas-encuesta que Xavier Bóveda realizó para La Correspondencia Española. Esa entrevista se dirigía a intelectuales españoles entre los que estaban, además de Gómez-Lobo, Benito Pérez Galdós, Azorín, Ramón Gómez de la Serna, José Francés, Miguel de Unamuno, Julio Romero de Torres y Alejandro Lerroux entre otros. La decisión de Gómez-Lobo de vivir y trabajar por su añorada tierra manchega lo alejó de su carrera literaria a nivel nacional. En este sentido el crítico literario, Andrés González-Blanco, se refería a él como "vegeta en un periódico de la capital de La Mancha, siendo merecedor por su talento, por su cultura y por su gusto exquisito de colaborar en las primeras revistas de la nación”.

### Carrera como abogado

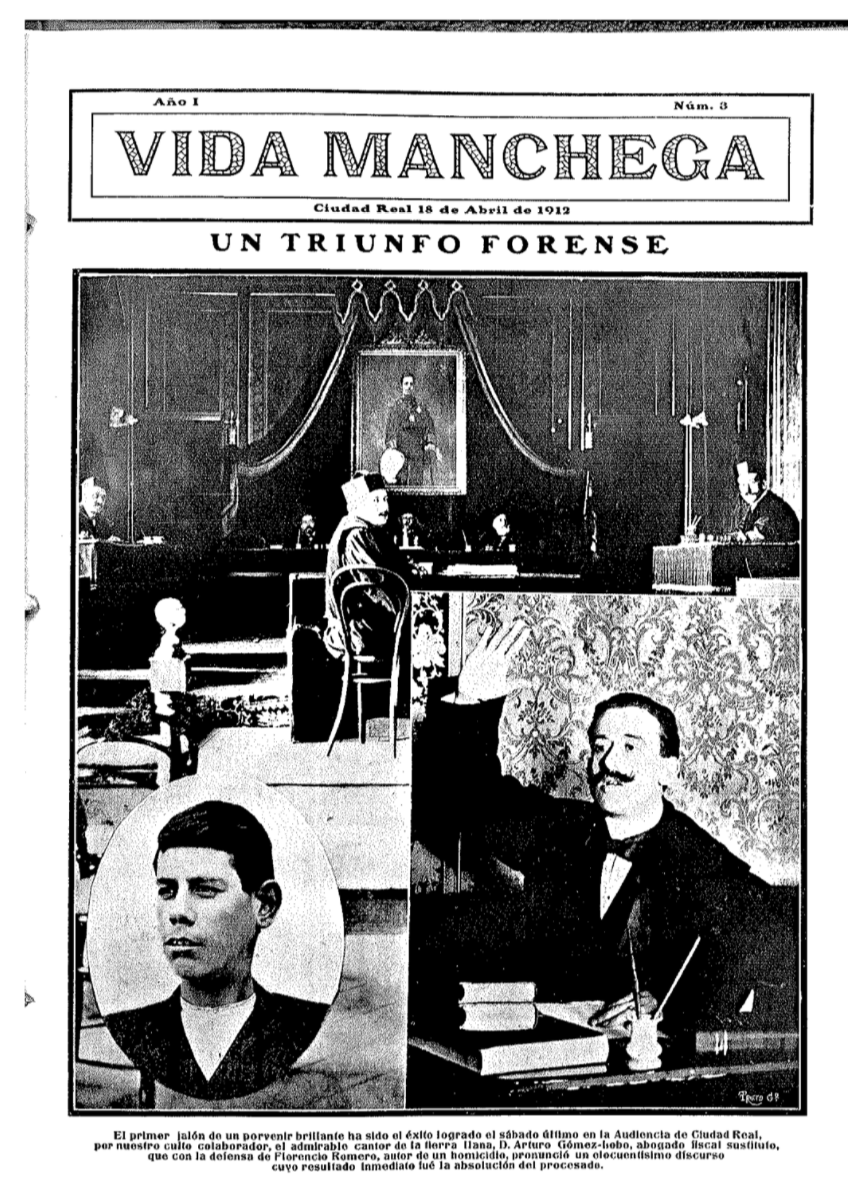
Portada de Vida Manchega del 12 de abril de 1912

En 1912 obtiene el título de derecho por la Universidad Literaria de Valladolid, se da de alta en el colegio de abogados y jura su cargo en la Audiencia Provincial, empezando su carrera como prestigioso y reputado abogado, tal y como recogía la crónica de El Pueblo Manchego donde destacaba que en su primer año había ganado todos los juicios celebrados. Compaginaba la abogacía libre con el ejercicio como Letrado de la compañía de ferrocarriles MZA. Y a partir de 1924 en letrado asesor y posteriormente secretario, de la recién creada Cámara oficial de propiedad urbana de Ciudad Real. Su éxito en la abogacía lo alejó de su producción literaria y lo consolidó como uno de los grandes abobados de la provincia, implicándose en la gestión y dirección del colegio de abogados, llegando a ser decano en el periodo 1937-1939. 

### Agitador cultural
Su verbo fácil y su compromiso con La Mancha le lleva a estar y ser partícipe del extraordinario movimiento social y cultural del primer cuarto de siglo. Como ejemplos presidió el homenaje de la ciudad a los pintores Ángel Andrade y Carlos Vázquez, organizó un banquete en honor a Aviceo por la publicación de uno de sus libros, portó una de las cintas en el cortejo fúnebre del mismo Aviceo, fundó y presidió la sociedad La Peña, con sede artísticamente decorada por el propio Ángel Andrade, fue presidente del Casino (1921), posteriormente también del Ateneo (1922 a 1925) y participó en todo tipo de juegos florales, homenajes, conferencias y fiestas. Este espíritu tan avizor para la caza de todo matiz intelectivo queda reflejado en un artículo en clave de humor, en el que su autor hacía las peticiones a los reyes magos de ese año (1925) sobre las personalidades de Ciudad Real: ‘’A Arturo Gómez Lobo una presidencia sea la que quiera y un vale para pronunciar discursos’’. En esa situación de cima en los campos sociales y profesionales se casó con María Catalina Muñoz y Maldonado, hija del exdiputado provincial Álvaro Muñoz y Jaraba y, heredero de una de las principales y más antiguas casas. Una boda intima y con muy pocos invitados, que representaba el estatus social adquirido. Como testigos de Gómez-Lobo firmaron Diego Carrión (presidente de la audiencia), Cirilo del Río (Diputado provincial y posteriormente ministro), José Cruz (exalcalde), Miguel Pérez Molina (exalcalde), Emiliano Calvo (capitán de artillería) y por María Catalina, el Conde de la Cañada, su hermano Manuel Acedo Rico, Miguel Carrasco Maldonado (administrador principal de correos), Ramón Fontes Barnuevo y Jacobo Maldonado.

### Actividad política

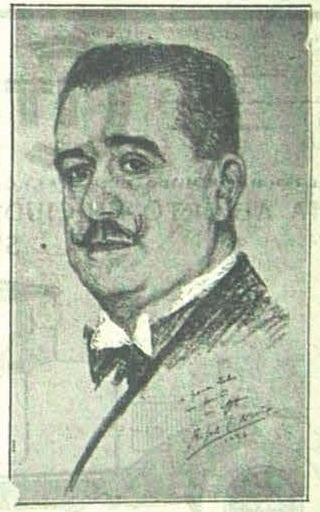
Retrato de Arturo Gómez-Lobo publicado en Vida Manchega en mayo de 1926

Políticamente se inició en el gassetismo, siendo, junto a Miguel Pérez Molina y Cirilo del Río, uno de los hombres fuertes del ministro Rafael Gasset en la provincia. Si bien fue leal a Gasset hasta su fallecimiento en 1927, participando en la comisión del monumento homenaje de la ciudad a su figura. En el año 1923 se desencantó al oponerse una parte de los gassetistas a su elección como Diputado por la circunscripción de Alcázar de San Juan, a pesar de ser el candidato más popular. En Tierra Hidalga explicaban así su ruptura: “Sencillamente no se elige a Gómez-Lobo porque él representa dentro del gassetismo regional un valor prístino de inteligencia, de cultura, de espiritualidad… sentimos que no haya sido elegido porque el eco palpitante y vivo de su palabra sugeridora, caldeada por un sentimiento de poderosa cultura, hubiera sido en la Diputación Provincial un saludable contraste de tanta turba anónima, afásica e indocumentada”. Durante la dictadura de Primo de Rivera, contraria a todos sus ideales, permaneció alejado de la política, pero estrechando y reafirmando su conciencia republicana. Con la llegada de la II República en 1931 es nombrado vocal del comité provincial de la Agrupación de Intelectuales al Servicio de la República (ASR) y es designado por el Partido Republicano Radical Socialista (PRRS) para asistir a su congreso nacional. Su posición cada vez más a la izquierda y favorable a la colaboración con los socialistas le convierten en presidente del Comité provincial del Partido Republicano Radical Socialista Independiente (PRRSI) de Marcelino Domingo en el año 1933 [cita requerida]. Gana bastante peso en el partido, hasta el punto de ser el presidente de la Asamblea Nacional que en marzo de 1934 decidió la disolución del partido para confluir con Azaña y, siendo elegido presidente del Consejo provincial de Izquierda Republicana (IR).
En estos años sigue con su fuerte presencia en la actividad cultural como vicepresidente de la asociación provincial de artistas y, participando activamente en la creación y desarrollo de la I Feria del libro de Ciudad Real. Su prestigio como letrado y su relación, cada vez más cercana, con los dirigentes socialistas le lleva a ser uno de los principales abogados que defendió a los condenados por los acontecimientos revolucionarios de 1934. Esta popularidad le convierte en uno de los principales políticos de la época, favorable siempre a la negociación y a la unión de fuerzas, consiguiendo que la candidatura del Frente Popular tuviese cuatro candidatos republicanos (3 de IR y 1 de UR) los mismos que los obreristas (3 PSOE y 1 PCE) lo que suscitó un gran malestar entre algunos sectores. No llegó a ser diputado nacional por muy pocos votos, a pesar de la intensa actividad electoral que realizó. Destacando el gran acto en la plaza de toros de Valdepeñas junto a Manuel Azaña, Marcelino Domingo y Pedro Vicente Gómez. Fue propuesto como presidente de la gestora de la Diputación Provincial, pero finalmente es nombrado presidente de la Junta Central. En 1937 abandonó la provincia al ser nombrado gobernador civil de Cuenca, siendo recibido por el presidente de la República, Manuel Azaña, que recogía en sus memorias lo siguiente “Gómez-Lobo, nombrado gobernador civil de Cuenca, me cuenta cosas tristes de esa provincia, aquello es el Rif, no hay caminos, no hay teléfonos. Estoy incomunicado con muchos pueblos. La provincia está arrasada por las columnas de milicias irregulares...”. A su vuelta a Ciudad Real en 1938 siguió muy activo, actuando como Comisario de la junta delegada de protección, incautación y salvamento del Tesoro Artístico, asistiendo hasta el último momento a las reuniones del Consejo Nacional de IR, las del Frente Popular y, con un larguísimo y épico discurso pronunciado en el Teatro Cervantes el 18 de julio de 1938 y radiado por la emisora EAJ 65. La fuerza de sus palabras hizo que se publicase un pequeño librito con el texto, donde volvía a insistir en la unidad, lealtad, programa común, fortaleza interior y exterior, fascismo y lucha entre la razón y la codicia. 

### Asesinato
Toda esta trayectoria y su significada figura, no importó para que fuera el primer asesinado de la represión franquista en Ciudad Real el día 8 de abril de 1939. Seguramente su suerte estaba echada desde muchos meses antes cuando la propaganda macabra de Queipo de Llano centró una de sus alocuciones en Ciudad Real y en su figura. La limpieza ideológica del régimen y el entierro de la memoria empezaría por uno de los personajes más ilustres de La Mancha en la primera mitad del siglo XX.

## Obras

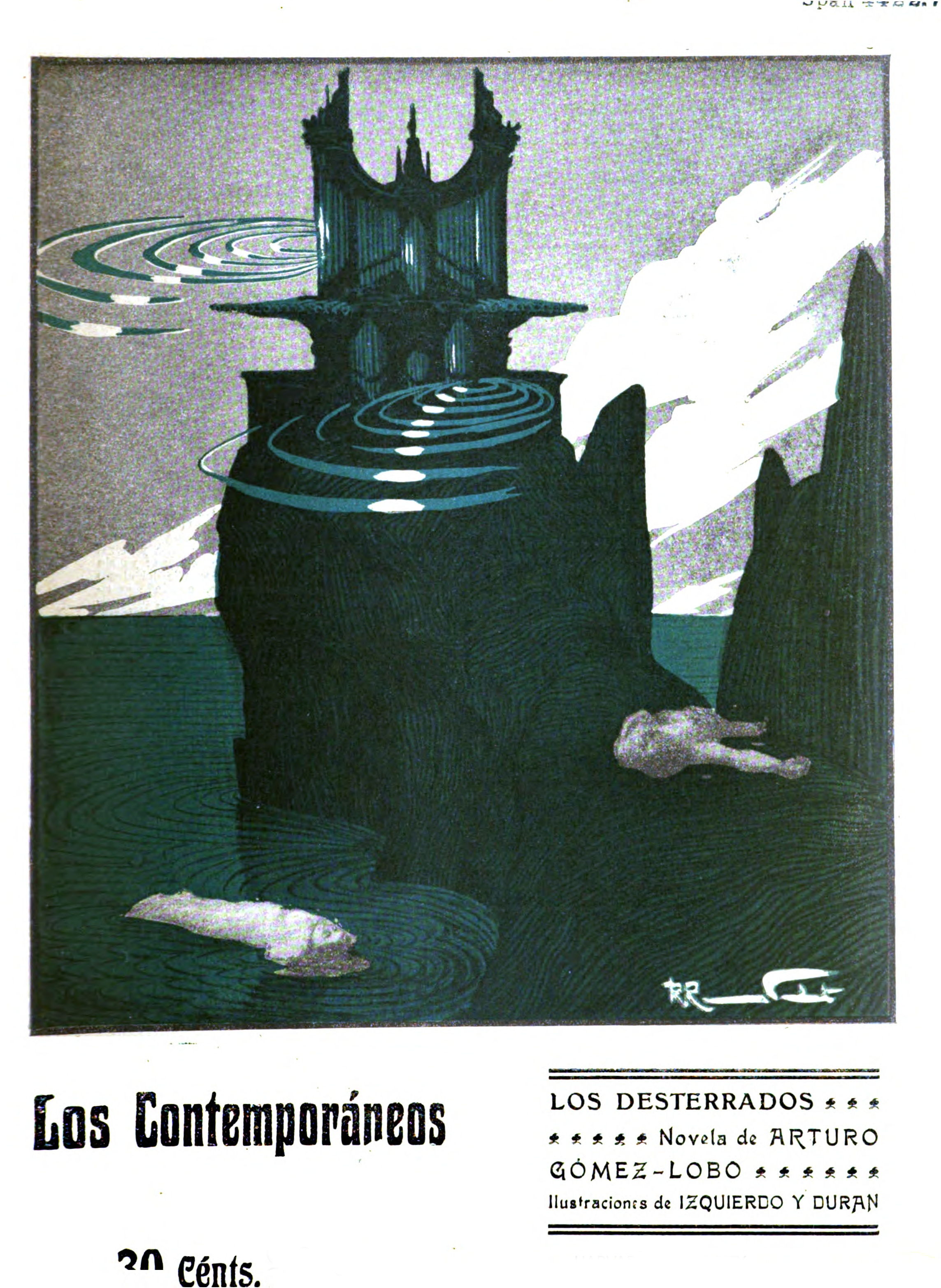
Los desterrados (Los Contemporáneos, 1911)

- La Senda Estéril. El Cuento Semanal (1908)
- La Sima del Misterio. Los Contemporáneos (1910)
- Los Desterrados. Los Contemporáneos (1910)
- La Literatura Modernista. Ciudad Real. Imprenta del Diario. (1908)
- Tierra Llana. Prosas en prensa. (Este libro que aparecía como “en preparación” nunca llegó a publicarse).